# Museo de Armas de la Nación
El Museo de Armas de la Nación Teniente General Pablo Riccheri es un museo ubicado en Buenos Aires, Argentina en la Avenida Santa Fe 702, dentro del Palacio Paz, que alberga al Círculo Militar.
Consta de 17 salas con colecciones armas y elementos defensivos desde la Edad Media hasta la actualidad, incluyendo armas utilizadas durante la Primera Guerra Mundial, Segunda Guerra Mundial, la Conquista del Desierto y la guerra de las Malvinas, entre otros.

## Historia
Fue creado en 1907 a iniciativa de Pablo Riccheri —de quien toma su nombre— y Julio Argentino Roca en 1904. Su colección de armas es una de las más extensas de Sudamérica. Se destinó para tal el espacio del subsuelo del Palacio Paz, cuyo ingreso se encuentra en la intersección de Santa Fe y Maipú, en 1938. Inicialmente se encontraba en la sede que tenía el club en la calle Florida, donde, una vez adquirido el Palacio Paz, se pensaba utilizar únicamente para la Biblioteca Nacional Militar y el museo. La idea fue desechada prontamente y el museo quedó definitivamente allí. Sus instalaciones, bajo la dirección del museólogo Fernando Jáuregui, se inauguran definitivamente el 12 de diciembre de 1940 y quedan bajo la dirección de la Comisión de Cultura del Círculo Militar.
Su colección se inicia con un busto de José de San Martín, máximo héroe de la Argentina, y una réplica de su sable. A lo largo de las salas muestra la evolución de las armas de todo tipo con el paso del tiempo —lanzas, dagas, sables, espadas, arcabuces, etc—, comenzando desde la Edad Media. Al ingresar una leyenda reza: «Aquí descansan las armas que forjaron la patria». La primera sala se denomina Juan de Garay, en honor al fundador de Buenos Aires. Posteriormente se van sucediendo distintas salas temáticas sobre la Antártida, la Guerra de Malvinas, la Conquista del Desierto, como otras dedicadas a Fray Luis Beltrán y Guillermo Brown. Se llegan a contar cerca de dos mil armas, entre otros objetos, como miniaturas o uniformes.
En julio de 2002 sufrió un robo de piezas por un valor de 300 mil dólares estadounidenses, sin embargo, las piezas fueron al poco tiempo recuperadas en poder de un ex director del museo, el coronel José María González, quien había denunciado él mismo el robo antes de retirarse de sus funciones como tal. Entre las piezas recuperadas se encuentran: ametralladoras Madsen utilizadas por el Ejército Paraguayo en la guerra del Chaco, una pistola Lenovo en miniatura, cascos alemanes pickelhaube con esvásticas, fusiles Mauser del siglo XVIII, entre otras piezas.